# Хмелевое (Вологодская область)
Хмелевое — деревня в Череповецком районе Вологодской области.
Входит в состав Мяксинского сельского поселения (c 1 января 2006 по 30 мая 2013 года входила в Щетинское сельское поселение), с точки зрения административно-территориального деления — в Ильинский сельсовет.
Расстояние до районного центра Череповца по автодороге — 55 км, до центра муниципального образования Мяксы по прямой — 22 км. Ближайшие населённые пункты — Анисимовка, Полежаево, Плоское.
По переписи 2002 года население — 43 человека (24 мужчины, 19 женщин). Всё население — русские.